# Open Design Alliance
Open Design Alliance (ODA) (до 2003 года — OpenDWG Alliance) — некоммерческое объединение (консорциум) компаний-производителей программного обеспечения.
Open Design Alliance был создан с целью разработки программных библиотек, позволяющих читать и записывать файлы формата DWG.
По мнению участников консорциума, это должно способствовать распространению формата DWG в качестве открытого стандарта обмена данными между различными САПР.
ODA предлагает инструменты взаимодействия для файлов .dwg, .dxf, .dgn, Autodesk® Revit®, Autodesk Navisworks® и .ifc и технологический стек для визуализации, веб-разработки, публикации 3D PDF, моделирования и многого другого.
Финансирование разработки программных библиотек производится на членские взносы участников консорциума.

## Программные библиотеки, разрабатываемые ODA

### CAD
- Drawings SDK позволяет получить всю информацию из файлов .dwg и .dgn при помощи объектно-ориентированного API, создать файл, редактировать любые объекты и взаимодействовать со многими другими типами файлов.

(Ранее используемые названия: Teigha Drawings, Teigha for .dwg files and Teigha for .dgn files; OpenDWG и DWGdirect; DGNdirect.)
Drawings SDK также обеспечивает обмен следующими форматами файлов между .dwg и .dgn:
| Формат            | Экспорт | Импорт                  |
| ----------------- | ------- | ----------------------- |
| .dgn              | Нет     | Да (импорт .dgn в .dwg) |
| .dwf              | Да      | Да                      |
| .pdf              | Да      | Нет                     |
| .dae (Collada)    | Да      | Да                      |
| .svg              | Да      | Нет                     |
| Растровые форматы | Да      | Нет                     |
| .stl              | Да      | нет                     |
| .hsf              | Да      | Нет                     |
| Three.js          | Да      | Нет                     |

- Architecture SDK представляет собой набор инструментов для разработки приложений для архитектурного проектирования на основе .dwg. Он обеспечивает совместимость с файлами Autodesk Architecture (старое название: Teigha Architecture).
- Civil SDK представляет собой инструментарий разработки для работы с файлами Autodesk Civil 3D®. Civil API обеспечивает доступ для чтения / записи данных в кастомных объектах civil (старое название: Teigha Civil).
- Map SDK представляет собой набор инструментов разработки для работы с файлами Autodesk Map.

### BIM
- BimRv SDK  это инструментарий разработки для чтения, записи и создания файлов .rvt и .rfa.
- IFC SDK  это инструментарий для разработки, обеспечивающий 100% совместимость со стандартом buildingSMART® IFC. ODA IFC SDK основан на имплементации спецификации ISO-10303, поддерживает стандартную методику доступа к данным (SDAI) из этой спецификации, возможность интерпретации исходного кода на языке моделирования EXPRESS (что делает возможной валидацию модели IFC на уровне, предусмотренном стандартом) и предлагает модуль построения геометрических объектов из данных, содержащихся в IFC файле. Воссозданная геометрия может быть представлена как в виде фасетированных тел, полученных с помощью ODA Facet Modeler, так и в виде B-Rep (Boundary Representation) тел, полученных с помощью ODA Solid Modeler или Spatial ACIS.
- BimNv SDK представляет собой инструментарий разработки для чтения, визуализации и создания файлов Autodesk Navisworks®.
- Scan-to-BIM SDK набор средств разработки для преобразования пойнт клауд моделей в 3D-модели BIM.

### Mechanical
- Mechanical SDK представляет собой набор инструментов разработки для работы с файлами Autodesk Mechanical.
- STEP SDK представляет собой набор инструментов разработки для работы с STEP файлами. Это один из самых новых продуктов ODA - продуктовый релиз состоялся в октябре 2022.
- MCAD SDK - платформа обмена форматами файлов 3D MCAD: Inventor, IGES, Rhino, CATIA V4, CADDS, 3Shape DCM, CATIA V5, PLMXML, Parasolid, SolidWorks, Creo, STEP, SolidEdge, ProE, UG NX, CGR, CATIA V6, JT, Procera.

### ODA Core Platform Technologies
- Visualize SDK  графический инструментарий, предназначенный для разработки инженерных приложений.
- Web SDK  использует Visualize SDK для встраивания инженерных моделей в веб-страницы и создания веб-приложений / приложений SaaS.
- Publish SDK  является инструментарием для разработки моделей 2D и 3D .pdf и .prc. Все PDF-файлы совместимы со стандартами ISO и инструментами Adobe®. Publish SDK позволяет создавать 3D PDF-документы на основе PRC, которые содержат полные модели B-Rep и могут включать анимацию, интерактивные виды, списки деталей и т. д.

## История Open Design Alliance

### Предшественники
Из-за некоторых недостатков, присущих формату DXF, в конце 1980-х возникла потребность в средствах, способных читать и записывать файлы формата DWG.
Для удовлетворения этой потребности ряд производителей, среди которых следует отметить Cimmetry Systems, Cyco, Kamel Software, MarComp, Sirlin и Softsources, осуществили обратную разработку формата файла DWG. В результате, эти компании выпустили различные программные утилиты, просмотровщики файлов и другие приложения к AutoCAD от Autodesk.
В период с 1990 по 1997 MarComp был ведущим разработчиком программных утилит, позволяющих получить доступ к файлам DWG. MarComp разрабатывал свою программную библиотеку, используя метод чёрного ящика (в роли чёрного ящика выступал файл DWG). Программная библиотека, разработанная MarComp называлась AUTODIRECT. К концу 1997 года библиотека AUTODIRECT поддерживала 8 версий файлов AutoCAD, начиная от DWG 2.5 и заканчивая DWG R14.
В январе 1998 года MarComp был поглощён компанией Visio Corporation (в настоящее время подразделение корпорации Microsoft).

### Образование OpenDWG Alliance
Компания Visio Corporation решила сделать формат DWG открытым стандартом, позволяющим обмениваться данными между различными САПР без риска потери данных. С этой целью в феврале 1998 года Visio Corporation и ещё несколько компаний создали консорциум OpenDWG Alliance — независимую некоммерческую организацию, целью которого являлось продвижение DWG, как открытого, общедоступного стандарта для хранения чертёжных данных.
Всем участникам OpenDWG Alliance были доступны утилиты OpenDWG ToolKit и OpenDWG ViewKit, разработанные на основе библиотек AUTODIRECT.
В 2002 году OpenDWG Alliance представил абсолютно новый набор программных библиотек — DWGdirect, написанный «с нуля» на объектно-ориентированном языке программирования C++.
В 2003 году OpenDWG Alliance изменил название на Open Design Alliance.
В 2008 году были разработаны программные библиотеки DGNDirect для поддержки формата DGN.
В апреле 2010 года Open Design Alliance, в соответствии с соглашением с Autodesk, изменил названия своих продуктов: DWGdirect был переименован в «Teigha for .dwg files», OpenDWG — в «Teigha Classic», а DGNdirect — в «Teigha for .dgn files».

### OpenDWG Сегодня
Open Design Alliance поддерживает и регулярно обновляет спецификацию Teigha, в соответствии с изменениями формата DWG.
В Open Design Alliance состоит 32 участника-учредителя (Founding Members) и свыше 600 коммерческих (Commercial Members) и поддерживающих участников (Sustaining Members) (данные на начало 2008 года). В число коммерческих участников (Commercial Members) входит ПроПро Группа (bCAD). В число поддерживающих участников (Sustaining Members) входят, например, ведущие российские производители САПР, такие как: ООО Нанософт разработка (nanoCAD Механика), АСКОН (Компас), Топ Системы (T-FLEX CAD) и другие.

## Участие в Open Design Alliance

### Виды участия в ODA
- Корпоративное участие (Corporate Membership)

Корпоративные участники (Corporate Members) имеют неограниченный доступ ко всем исходным кодам программных библиотек, разрабатываемых Open Design Alliance и могут внедрять библиотеки Open Design Alliance в свои коммерческие продукты. Неограниченное коммерческое использование в нескольких подразделениях (affiliate, subsidiary use).
Корпоративным участникам (Corporate Members) предоставляется расширенная техническая поддержка Open Design Alliance.
Кроме того, корпоративные участники могут выдвигать своего представителя в совет директоров организации.
Стоимость корпоративного участия (Corporate Membership) — от $25000 за первый год.
- Основное участие (Founding Membership)

Основные участники (Founding Members) имеют неограниченный доступ ко всем исходным кодам программных библиотек, разрабатываемых Open Design Alliance и могут внедрять библиотеки Open Design Alliance в свои коммерческие продукты.
Основным участникам (Founding Members) предоставляется расширенная техническая поддержка Open Design Alliance.
Кроме того, основные участники могут выдвигать своего представителя в совет директоров организации.
Основное участие (Founding Membership) стоит $25000 за первый год, в дальнейшем, в случае продолжения сотрудничества в качестве основного участника (Founding Member), стоимость участия снижается до $12000 в год.
- Поддерживающие участие (Sustaining Membership)

Поддерживающие участники (Sustaining Members) могут внедрять программные библиотеки, разрабатываемые Open Design Alliance, в свои коммерческие продукты и пользоваться технической поддержкой Open Design Alliance.
Поддерживающим участникам (Sustaining Members) не предоставляется доступ к исходным кодам программных библиотек.
Поддерживающее участие (Sustaining Membership) стоит $5000 за первый год, в дальнейшем, в случае продолжения сотрудничества в качестве поддерживающего участника (Sustaining Member), стоимость участия снижается до $3000 в год.
- Коммерческое участие (Commercial Membership)'

Коммерческие участники (Commercial Members) имеют право использовать программные библиотеки, разработанные Open Design Alliance, для своих внутренних программ, с ограничением на их распространение. Количество программных продуктов (разработанных с помощью библиотек Open Design Alliance), проданных или переданных сторонним организациям (пользователям) не должно превышать 100 единиц.
Коммерческое участие (Commercial Membership) стоит $2000 за первый год, в дальнейшем, в случае продолжения сотрудничества в качестве коммерческого участника (Commercial Member), стоимость участия снижается до $1500 в год.
- Некоммерческое участие (Non-commercial Membership)

Некоммерческие участники (Non-commercial Members) могут использовать библиотеки, разрабатываемые Open Design Alliance, исключительно для своих внутренних программ. Некоммерческие участники (Non-commercial Members) не имеют права распространять библиотеки Open Design Alliance в составе какого-либо коммерческого приложения, или совместно с каким-либо другим коммерческим приложением.
Некоммерческое участие (Non-commercial Membership) имеет лимит 2 года, стоит 250$ за первый год, в дальнейшем, в случае продолжения сотрудничества в качестве некоммерческого участника (Non-commercial Member), во второй год стоимость участия снижается до 100$.
- Образовательное участие (Educational Membership)

Образовательные участники(Educational Members) могут использовать библиотеки, разрабатываемые Open Design Alliance, исключительно в образовательных целях. Образовательные участники(Educational Members) не имеют права распространять библиотеки Open Design Alliance в составе какого-либо коммерческого приложения, или совместно с каким-либо другим коммерческим приложением.
Образовательное участие (Educational Membership) возможно исключительно для высших образовательных учреждений. Данный тип членства является бесплатным, имеет лимит 1 год.
- Также Open Design Alliance предлагает триальный период.

### Корпоративные участники (Corporate members) ODA
- Alias Limited Архивная копия от 7 июня 2019 на Wayback Machine
- Allplan Архивная копия от 7 июня 2019 на Wayback Machine
- AVEVA
- Bricsys
- Dassault Systemes
- Nemetschek
- Design Data Corporation Архивная копия от 29 мая 2019 на Wayback Machine
- TechFNatic Technology Архивная копия от 9 февраля 2022 на Wayback Machine
- Graphisoft
- Hexagon
- Intergraph
- Microsoft
- OpenText Corp Архивная копия от 9 декабря 2020 на Wayback Machine
- Shenzhen Jiang & Associates Creative Design Архивная копия от 7 июня 2019 на Wayback Machine
- Spatial Corp
- Vianova Systems AS Архивная копия от 7 июня 2019 на Wayback Machine

### Основные участники (Founding Members) ODA
- 4M SA Архивная копия от 26 августа 2019 на Wayback Machine
- Accusoft Corporation Архивная копия от 18 апреля 2019 на Wayback Machine
- Advanced Computer Solutions Архивная копия от 7 июня 2019 на Wayback Machine
- Andor Corporation Архивная копия от 7 июня 2019 на Wayback Machine
- Beijing Glory PKPM Technology
- Bentley Systems
- BlueCielo ECM Solutions Архивная копия от 7 июня 2019 на Wayback Machine
- Software (недоступная ссылка)
- Central South University
- Chongqing Chinabyte Network Co Ltd Архивная копия от 5 ноября 2020 на Wayback Machine
- CSoft Development Архивная копия от 13 июня 2019 на Wayback Machine
- EntIT Software LLC Архивная копия от 10 июня 2019 на Wayback Machine
- Epic Games
- ESRI
- Glodon Архивная копия от 7 июня 2019 на Wayback Machine
- Graebert GmbH Архивная копия от 7 июня 2019 на Wayback Machine
- GRAITEC INNOVATION SAS Архивная копия от 4 июня 2019 на Wayback Machine
- Gstarsoft Архивная копия от 7 июня 2019 на Wayback Machine
- Haofang Tech
- Hilti
- Hyland
- IMSI/Design Архивная копия от 7 июня 2019 на Wayback Machine
- IntelliCAD
- Intrasec Архивная копия от 8 июня 2019 на Wayback Machine
- ITI TranscenData Архивная копия от 7 июня 2019 на Wayback Machine
- MIDAS Information Technology Архивная копия от 7 июня 2019 на Wayback Machine
- Onshape
- Oracle
- Photron
- Relativity
- Robert McNeel And Associates Архивная копия от 5 июня 2019 на Wayback Machine
- Safe Software Архивная копия от 12 июня 2019 на Wayback Machine
- Shandong Hoteam Software Архивная копия от 7 июня 2019 на Wayback Machine
- Shenzhen ZhiHuiRuiTu Information Technology Архивная копия от 7 июня 2019 на Wayback Machine
- Siemens
- Stabiplan Архивная копия от 7 июня 2019 на Wayback Machine
- Trimble
- UNIFI Labs Архивная копия от 7 июня 2019 на Wayback Machine
- Watchtower Bible and Tract Society
- ZwCAD Software Архивная копия от 15 июля 2019 на Wayback Machine

## Open Design Alliance и Autodesk
Open Design Alliance продвигает формат DWG в качестве открытого стандарта для обмена данными между различными САПР. В то же время Autodesk не желает открывать спецификации формата DWG и предлагает использовать для обмена данными формат DXF. В качестве альтернативы DWGDirect компанией Autodesk была разработана программная библиотека RealDWG, которая лицензируется для приложений, не конкурирующих с продуктами Autodesk.
В 2006 году компания Autodesk внедрила в обновлённый формат DWG 2007 технологию TrustedDWG, которая позволяет определить, создан ли файл формата DWG в одной из программ Autodesk (либо в программе, использующей RealDWG). В случае, если файл DWG 2007 создан в нелицензированной программе, AutoCAD показывает сообщение, предупреждающее пользователя о возможных проблемах совместимости. Компания мотивировала своё решение заботой о пользователях.
Осенью 2006 года Open Design Alliance представил обновлённые библиотеки DirectDWG, которые включали в себя и технологию TrustedDWG, в том числе служебное сообщение в командной строке: «Autodesk DWG. This file is a Trusted DWG last saved by an Autodesk application or Autodesk licensed application».
13 ноября 2006 года компания Autodesk подала судебный иск к организации Open Design Alliance. Как утверждалось в исковом заявлении, альянс нарушает авторские права Autodesk, используя торговую марку Autodesk и уверяя, будто AutoCAD 2007 и другие продукты Autodesk могут работать с DWG-файлами, создаваемыми в приложениях других разработчиков, как если бы они были созданы программным обеспечением Autodesk
В апреле 2007 года иск был отозван. Стороны заключили мировое соглашение. ODA исключил код TrustedDWG из библиотек DirectDWG, а Autodesk изменил (смягчил) предупреждающие сообщение в AutoCAD 2008.
В начале 2007 года Autodesk подала прошение в USPTO по поводу отмены торговой марки «OpenDWG», принадлежащей Open Design Alliance, заявляя, что она была заброшена. Это прошение также было приостановлено в связи с иском компании Autodesk к компании SolidWorks через Американский окружной суд (US District Court).
В апреле 2010 года Autodesk и Open Design Alliance уладили свои иски. В соответствии с соглашением Open Design Alliance согласился отозвать регистрации торговых марок, связанные с DWG, и прекращает использовать DWG и связанные торговые марки в рекламе и при позиционировании своих продуктов..